# Le Quesnel
Le Quesnel (picardisch: L'Tchini) ist eine nordfranzösische Gemeinde mit 780 Einwohnern (Stand 1. Januar 2022) im Département Somme in der Region Hauts-de-France. Die Gemeinde liegt im Arrondissement Montdidier, ist Teil der Communauté de communes Avre Luce Noye und gehört zum Kanton Moreuil.

## Geographie
Die Gemeinde in der Landschaft Santerre liegt nördlich der großzügig ausgebauten Départementsstraße D934 (frühere Route nationale 334) von Amiens nach Noyon rund 14 km nordwestlich von Roye an den Départementsstraßen D41 und D161.

## Toponymie und Geschichte
Der Name der Gemeinde leitet sich als Verkleinerungsform von der Bezeichnung chêne (im Picardischen: Quesne) für Eiche ab.
Im Ersten Weltkrieg wurde zur Vorbereitung der Schlacht an der Somme vorübergehend der Bahnhof Le Quesnel für eine Decauville-Feldbahn zur Versorgung der Front mit Munition und Nachschub errichtet und betrieben. Die Gemeinde erhielt als Auszeichnung das Croix de guerre 1914–1918.

## Einwohner
| 1962 | 1968 | 1975 | 1982 | 1990 | 1999 | 2006 | 2010 |
| ---- | ---- | ---- | ---- | ---- | ---- | ---- | ---- |
| 569  | 562  | 480  | 409  | 436  | 540  | 664  | 737  |

## Verwaltung
Bürgermeister (maire) ist seit 1995 Jean-Marie Pautre.	

## Sehenswürdigkeiten
- Die als Kathedrale des Santerre bezeichnete Kirche Saint-Léger von Victor Delefortrie mit 50 m hohem Turm und schmiedeeisernem Lesepult aus dem 18. Jahrhundert.
- Die kanadische Gedenkstätte in der Nähe der Départementsstraße D935.
- Ein kanadischer Soldatenfriedhof am Nordrand des Gemeindegebiets.